# セネファ
セネファ株式会社（SENEFA CORPORATION.）は、滋賀県長浜市に本社を置く、灸（「せんねん灸」ブランド）、その他の医療機器や化粧品・医薬部外品の発売元会社である。またせんねん灸株式会社（せんねんきゅう）は、製造・販売元会社である。

## 沿革
- 1949年 - 滋賀県東浅井郡浅井町野瀬（現・長浜市野瀬町）に「押谷靜慰商店」を創業。「伊吹もぐさ」の製造・全国販売を開始。
- 1965年 - 社名を「総本舗・千年堂」と変更。
- 1970年 - 「せんねん灸」のブランド名の使用を開始。
- 1982年 - 株式会社に改組（株式会社千年堂）。
- 1983年 - 製造部門を分社（せんねん灸株式会社）。
- 1985年 - 東浅井郡浅井町内保（現・長浜市内保町）に本社工場を建設。
- 1990年 - 化粧品事業に参入、スキンケア・ヘアケア製品「セネアルファ」「ヨモラブ」ブランド発売。
- 1991年 - 株式会社千年堂を「セネファ株式会社」に社名変更。

## 直営店
- せんねん灸でござる長浜曳山店 - 滋賀県長浜市元浜町5-16
- せんねん灸ショールーム銀座 - 東京都中央区銀座5丁目10-9 銀座YKビル1F・3F
- せんねん灸ショールーム大阪 - 大阪市北区天神橋3丁目3-3 南森町イシカワビル1階
- せんねん灸京都 - 京都市中京区新京極六角桜之町450
- せんねん灸ショールーム名古屋 - 名古屋市熱田区金山町1丁目18-10 加藤ビル1階
- せんねん灸ショールーム博多 - 福岡市博多区博多駅前2丁目5-10 TKビル1階

## 主な商品

### 火を使うお灸
- せんねん灸オフ（竹生島・伊吹・湖国・八景・近江）
- せんねん灸レインボー
- せんねん灸強力温熱（レギュラー・にんにく）
- おQ気分（ピーチ・りんご）
- せんねん灸宇宙（ソフト・レギュラー・しょうが・にんにく・香り）
- マイルドせんねん灸（ソフト・レギュラー・にんにく）
- せんねん灸2・3・9（レギュラー・にんにく）
- はじめてのお灸moxa（くだもののかほり・はなのかほり・緑茶のかほり・香木のかほり）
- せんねん灸 無煙（煙の出ないお灸）
- せんねん灸クローバー

### 火を使わないお灸
- せんねん灸太陽
- せんねん灸世界（Mサイズ・Lサイズ）

### 棒温灸
- せんねん灸琵琶湖
- せんねん灸琵琶湖B型

### もぐさ
- 小袋入バラもぐさ
- 函入り線香付もぐさ
- 御切もぐさ
- 温灸用もぐさ 宝印（特級品）
- 温灸用もぐさ 寿印（一級品）
- 温灸用もぐさ 徳印（二級品）
- 温灸用もぐさ 藤印（三級品）
- せんねん灸 極（きわみ）

## イメージキャラクター

### 現在
- 石原詢子（演歌歌手）

### 過去
- 叶和貴子（女優）
- 吉川十和子（元女優）
- 三浦洋一（俳優）
- ミヤコ蝶々（女優）
- あき竹城（女優）

## 提供番組

### 現在

#### テレビ番組
- なし。2017年10月現在、全国ネットでは週替わりである。

#### ラジオ番組
- せんねん灸プレゼンツ しあわせ演歌・石原詢子です（ラジオ大阪（制作局・近畿広域圏）・文化放送（関東広域圏）・STVラジオ（北海道）・岐阜放送ラジオ[1]（岐阜県(中京広域圏)）→東海ラジオ[2]（愛知県中京広域圏）・九州朝日放送（福岡県）、提供読みは「皆様の健康を願うせんねん灸」）

### 過去

#### テレビ番組
- ワールドプロレスリングゴールデンタイム時代（テレビ朝日）
- ABC金曜9時枠の連続ドラマ（ABC）
  - ザ・ハングマン
- 最終警告!たけしの本当は怖い家庭の医学（ABC、2009年10月 ‐ 12月）
- フジテレビ水曜8時枠の連続ドラマ（フジテレビ）
  - 青い瞳の聖ライフ
- 朝のホットライン（TBS）
- ビッグモーニング（TBS、隔日）
- CBC制作昼の連続ドラマ（CBC）
- ザ・ワイド（日本テレビ・読売テレビ）
- 新婚さんいらっしゃい!（ABC・提供読みは「やさしい自然を人に、暮らしに。せんねん灸」）
- 朝だ!生です旅サラダ（ABC）
- 田舎に泊まろう!（テレビ東京）
- たけしの健康エンターテインメント!みんなの家庭の医学（ABC・2010年1月12日から、『たけしの本当は怖い家庭の医学』より継続）
- 土曜ワイド劇場（テレビ朝日） ほか

#### ラジオ番組
- 『川中美幸 人・うた・心』（文化放送・カウキャッチャー）- 2012年3月30日
- 『ニュース・パレード』（文化放送・OP）2012年4月2日 - 2016年9月30日　　
以下企画ネット番組扱い
  - 『ゆうWAVE』内BSNラジオ版「ニュース・パレード」（新潟放送）2012年4月2日 - 2016年9月30日
    - BSNラジオの｢ニュース・パレード」は2017年度より再び文化放送制作を同時ネットすることになったためBSNラジオ向けの企画ネット扱いの放送は2017年3月31日をもって終了した。

  - 『TBCニュース』または『TBCニューストゥデイ』（東北放送）2012年4月2日 -　2016年9月30日
    - 東北放送ラジオの開局以来「ニュース・パレード」を未ネットのため（その理由はかつてJRN発TBSラジオ制作の「三菱ドライビングポップス」を17:05 - 17:14に同時ネットしていた由縁）、YKK APやネットスポットと同じくCMのみネット。